# Cantone di le Plateau du Haut-Velay granitique
Il Cantone di le Plateau du Haut-Velay granitique è una divisione amministrativa dell'Arrondissement di Brioude, dell'Arrondissement di Le Puy-en-Velay e dell'Arrondissement di Yssingeaux.
È stato costituito a seguito della riforma approvata con decreto del 17 febbraio 2014, che ha avuto attuazione dopo le elezioni dipartimentali del 2015.

## Composizione
Comprende i seguenti 26 comuni:
- Allègre
- Beaune-sur-Arzon
- Berbezit
- Bonneval
- La Chaise-Dieu
- La Chapelle-Bertin
- La Chapelle-Geneste
- Chomelix
- Cistrières
- Connangles
- Craponne-sur-Arzon
- Félines
- Jullianges
- Laval-sur-Doulon
- Malvières
- Monlet
- Roche-en-Régnier
- Saint-Georges-Lagricol
- Saint-Jean-d'Aubrigoux
- Saint-Julien-d'Ance
- Saint-Pal-de-Chalencon
- Saint-Pal-de-Senouire
- Saint-Pierre-du-Champ
- Saint-Victor-sur-Arlanc
- Sembadel
- Varennes-Saint-Honorat